# Friedel Anderson
Friedel Anderson (* 1954 in Oberhausen) ist ein deutscher Maler.

## Leben
Friedel Anderson wuchs in der Nähe von Itzehoe auf und besuchte die Kaiser-Karl-Schule. An der Universität Göttingen studierte er zunächst Kunstgeschichte von 1974 bis 1977, bevor er von 1978 bis 1984 an der Gesamthochschule Kassel zum Kunststudium wechselte und dort in die Malklasse von Manfred Bluth aufgenommen wurde. Seit 1985 arbeitet Anderson als freischaffender Künstler.
Eine Zeit lang hatte er sein Atelier auf dem Gelände der ehemaligen Zementfabrik Alsen an der Stör in Itzehoe. Die Stadt ist auch heute noch sein Lebens- und Schaffensmittelpunkt. Von ausgedehnten Reisen in Europa und Afrika bringt er neue Eindrücke für seine Bilder mit.
1989 wurde Friedel Anderson mit dem Kulturförderpreis des Kreises Steinburg ausgezeichnet. 1994 erhielt er den Kulturpreis der Studien- und Fördergesellschaft im Kulturring der Schleswig-Holsteinischen Wirtschaft und 1995 ein Stipendium der Kunststiftung Landesbank Schleswig-Holstein.
1993/94 unterrichtete er an der Fachhochschule in Hamburg. 2009 wurde er an die Freie Akademie der Künste in Hamburg berufen. Sein gesamtes graphisches Werk – Radierungen, Farbradierungen und Lithographien – überließ Anderson der graphischen Sammlung des Landesmuseums Schloss Gottorf. Zu seinem 60. Geburtstag im Jahr 2014 widmete ihm das Landesmuseum eine große Retrospektive und eine weitere große Ausstellung fand 2019 im Ostholstein-Museum Eutin statt, die sich seinen Bildern aus den Jahren 2014–2019 widmete.

## Werk
Das künstlerische Werk Friedel Andersons umfasst ein breites Spektrum an Techniken und Motiven, von vor der Natur gemalten Landschaften, Stadt- und Hafenansichten bis hin zu Porträts und Stillleben. Schwerpunkt der Landschaften war zunächst der nordische Raum. Später erweitern regelmäßige Reisen durch Europa (Italien, Frankreich, England) und Afrika die Themen seiner Reise- und Landschaftsbilder. Weitere inhaltliche Schwerpunkte seiner Arbeit findet Anderson in der die Schifffahrt, der industriellen Arbeitswelt – etwa der Werften Blohm + Voss und Howaldt oder der Lufthansabasis Fuhlsbüttel – sowie in den Kultur- und Naturräumen rund um Häfen, Flüsse und Industrieruinen. Interieurs und Stillleben gehören ebenfalls zu den bedeutenden Motiven Andersons. Dabei gelingt es ihm wie bei seinen Landschaftsbilden, den Betrachter in das Motiv mitzunehmen und ihn den Ort und dessen Stimmung spüren zu lassen.
Seine Tisch-Stillleben von gedeckten Tischen oder auch verlassenen Tischen nach dem Essen sind intime und atmosphärische Darstellungen, die er meisterlich auf die Leinwand bringt. Auch wenn der Mensch selbst nur in wenigen seiner Interieur-Bilder dargestellt ist, so ist die menschliche Präsenz in der Intensität der Darstellung spürbar und schließt den Betrachter als Teil der Szene mit ein.
Friedel Anderson wird zur Malergruppe der Norddeutschen Realisten gezählt, seine Bilder gehen aber in der beschriebenen Weise über eine naturalistische Malweise weit hinaus. Anderson wendet sich seit 2019 erneut den Grafiken zu, bei denen er vielfach Motive aus seinen Ölbildern grafisch auf großen Platten umsetzt und sich dabei den besonderen druckgrafischen Herausforderungen stellt.

## Publikationen und Ausstellungskataloge (Auswahl)
- Friedel Anderson: Malerei 1984–1990. Eine Ausstellung anlässlich der Verleihung des Kulturförderpreises des Kreises Steinburg im Kreismuseum Prinzesshof in Itzehoe, 4. Oktober – 11. November 1991 Hrsg.: Kreismuseum Prinzesshof, Itzehoe: Kreismuseum Prinzesshof 1990.
- Hans-Heinrich Lüth (Hrsg.): Der Maler Friedel Anderson – Bilder aus einer alten Fabrik. Halebüll: Pictus-Verlag 1992.
- Friedel Anderson: Emslandbilder, Emslandmuseum Schloß Clemenswerth, 1993.
- Friedel Anderson: Kunst und Kultur im Amtshaus zu Hohenaschau, 1994.
- Friedel Anderson: Malerei und Graphik. Katalog der Ausstellung zur Verleihung des Kunstpreises der Schleswig-Holsteinischen Wirtschaft, 23. Januar bis 6. März 1994, Schleswig: Schleswig-Holsteinisches Landesmuseum Schloss Gottorf 1994.
- Friedel Anderson: Wasser – Licht, Schleswig: Galerie Sebastian Drum 1996.
- Friedel Anderson: Malen auf Howaldt. Ausstellungskatalog, Kiel: Kieler Stadt- und Schiffahrtsmuseum 2000.
- Friedel Anderson: Ein Blick auf Flensburg Begleitbuch zur Ausstellung "Friedel Anderson. Bilder von Häfen" im Flensburger Schiffahrtsmuseum vom 20. Oktober 2002 bis 5. Januar 2003. Red. Jutta Glüsing, Flensburg: Schiffahrtsmuseum 2002.
- Friedel Anderson: Westküstenfahrt. Hrsg. von Hans-Heinrich Lüth, Halebüll-Schobüll: Pictus-Verlag 2004.
- Friedel Anderson: Selbst. Galerie Sebastian Drum, Schleswig: Villa Eulenburg 2004.
- Günter Kunert, Friedel Anderson (Radierungen): Wohnen. Hrsg. von Kerstin Hensel, Witzwort: Quetsche, Verlag für Buchkunst 2005.
- Friedel Anderson: Orientreise. Bilder aus Istanbul und Jonien, Kiel: Sparkassenstiftung Schleswig-Holstein 2005.
- Friedel Anderson: Provence, mit Beiträgen von C.Clément und F. Anderson, Itzehoe 2007.
- Friedel Anderson: Die Elbe. Eine Malreise von der Quelle bis zur Mündung. Mit Tagebuchnotizen des Künstlers. Anlässlich der gleichnamigen Ausstellung. Hrsg. und kommentiert von Heinz Spielmann, Berlin/München: Deutscher Kunstverlag 2009.
- Friedel Anderson: Fassaden, Hrsg. Kunsthandel H.Hoffschild, Text von B. Erenz, Lübeck 2009.
- Friedel Anderson: Gorch-Fock-Skizzenbuch, Gammelby bei Eckernförde: Ed. Eichthal 2011.
- Friedel Anderson: Schiffe. Anlässlich der Ausstellung im Deutschen Schiffahrtsmuseum, Bremerhaven, vom 19. Juni bis 18. September 2011, und im Palais für Aktuelle Kunst e.V./Kunstverein Glückstadt, Glückstadt, vom 23. Oktober bis 18. Dezember 2011. Hrsg. von Lars U. Scholl, Berlin/München: Deutscher Kunstverlag 2011.
- Friedel Anderson: Wasser, Land, Rosen, Bilder aus dem Rosarium Uetersen und den Elbmarschen, Bönen/Westfalen, 2011.
- Friedel Anderson: Interieurs, Hrsg. Kunsthandel H.Hoffschild, Text von B. Erenz, Lübeck, 2011.
- Friedel Anderson: Wasser, Land, Stein, Altenburg, 2012.
- Friedel Anderson: Stilleben. Hrsg. Kunsthandel H.Hoffschild, Text von B. Erenz, Lübeck, 2013.
- Friedel Anderson: Arbeiten auf Papier. Anlässlich der Ausstellung im Wenzel-Hablik-Museum, Itzehoe, 7. September bis 9. November 2014, Itzehoe: Wenzel-Hablik-Museum 2014.
- Friedel Anderson: Licht Blick. Malerei und Grafik 2004–2014. Anlässlich der gleichnamigen Ausstellung in der Stiftung Schleswig-Holsteinische Landesmuseen Schloss Gottorf in Schleswig vom 23. November 2014 bis 8. März 2015. Hrsg. von Kirsten Baumann, Berlin/München: Deutscher Kunstverlag 2014.
- Jochen Missfeldt: Wiedergänger. Eine andere Geschichte von Sylt. Mit Bildern von Friedel Anderson, Eckernförde: Ed. Eichthal 2015.
- Friedel Anderson: Aus dem Garten, Hrsg. Galerie Netuschil, Darmstadt, 2015.
- Friedel Anderson: Maler des Lichts. Mit Beiträgen von Kirsten Baumann, Martin Kayenburg und Thomas Gädeke. Rendsburg: Studien- und Fördergesellschaft der Schleswig-Holsteinischen Wirtschaft e.V./Schleswig: Stiftung Schleswig-Holsteinische Landesmuseen Schloss Gottorf 2016.
- Friedel Anderson: Malerei und Grafik 2014-2019. Anlässlich der gleichnamigen Ausstellung im Ostholstein-Museum Eutin, 8. September – 24. November 2019, Hrsg. Kunsthandel H.Hoffschild, Lübeck, 2019.
- Friedel Anderson: Das kleine Format, erschienen anlässlich der Kunstmesse art-KARLSRUHE 2020, Hrsg. Kunsthandel H.Hoffschild, Lübeck, 2020.
- Friedel Anderson: "Bis jetzt. Malerei von 1984-2024", erschienen anlässlich der gleichnamigen Ausstellung zum 70. Geburtstag des Künstlers im Detlefsen-Museum Glückstadt, Glückstadt 2024.